# Banchus superbus
Banchus superbus là một loài tò vò trong họ Ichneumonidae.